# Dan Higgins
Daniel "Dan" Higgins är en saxofonist från Los Angeles. Higgins är medlem i Jerry Hey Horn Section och han har spelat tillsammans med bland annat Queen Latifah, Stevie Wonder, Quincy Jones och Pat Williams. 
Förutom rena skivinspelningar förekommer Higgins i filmer och TV-serier.
TV-serier (urval):
- The Simpsons (Bleeding Gums Murphy)
- Ally McBeal
- Frasier
- Cityakuten

Filmer (urval):
- Bilar
- Toy Story
- Sömnlös i Seattle